# Lancetes biremis
Lancetes biremis är en skalbaggsart som beskrevs av Ríha 1961. Lancetes biremis ingår i släktet Lancetes och familjen dykare. Inga underarter finns listade i Catalogue of Life.